# Smaltjärnen (Vibyggerå socken, Ångermanland)
Smaltjärnen är en sjö i Kramfors kommun i Ångermanland och ingår i Nätraån-Ångermanälvens kustområde.